# Arquidiocese de Sens
A Arquidiocese de Sens (Archidiœcesis Senonensis) é uma circunscrição eclesiástica da Igreja Católica situada em Sens, França. Seu atual arcebispo é Pascal Jean Marcel Wintzer. Sua Sé é a Catedral Primacial de Santo Estêvão. Seu título acompanha o de Primaz das Gálias e Germânia. Desde 3 de junho de 1823, tem o título integrado de Bispo de Auxerre.
Possui 31 paróquias servidas por 68 padres, abrangendo uma população de 337 514 habitantes, com 58,7% da dessa população jurisdicionada batizada (198 235 católicos).

## História
Segundo a tradição, a diocese de Sens remonta ao século III. Os primeiros evangelizadores da região teriam sido os santos Sabiniano e Potenciano, enviados à Gália, juntamente com outros 70 missionários, por São Pedro. No entanto, a falta de menção destes santos mártires, quer por São Gregório de Tours, quer pelo Martyrologium Hieronymianum, revisto em Autun ou Auxerre antes de 600, lança algumas dúvidas sobre a autenticidade da tradição. As relíquias dos dois santos foram preservadas na igreja da abadia de Saint-Pierre-le-Vif, fora dos muros de Sens. Os antigos catálogos episcopais de Sens, que remontam, na sua parte mais remota, aos séculos IX e X, relatam uma longa série de bispos dos quais, no entanto, até São Leão (meados do século VI), apenas dois estão historicamente documentados: Severino, cuja assinatura se encontra no documento redigido em 346 com o qual, no pseudoconcílio de Colônia, um grupo de bispos tomou a decisão do Concílio de Sárdica a favor de Santo Atanásio; e Agrício, mencionado num escrito de Sidônio Apolinário por volta de 475.
Agedincum, cidade do povo celta dos Senones, era uma civitas e capital da quarta Gália Lugdunense (ou Senonia), como testemunha a Notitia Galliarum do início do século V. Com a afirmação da organização eclesiástica, Agedincum tornou-se, além de centro administrativo da região, a sede metropolitana da província eclesiástica, nos moldes da civil, que incluía as dioceses de Chartres, Auxerre, Meaux, Paris, Orléans, Nevers e Troyes. As iniciais das sete dioceses constituíam a palavra Campont, que fazia parte integrante do brasão arquiepiscopal.
No Concílio de Latrão de 769, que julgaria o caso do antipapa Constantino II, a delegação de bispos de além dos Alpes foi liderada pelo Arcebispo Vilcarius, que assinou os documentos como archiepiscopus Galliarum, arcebispo da Gália. Esta autoridade dos arcebispos dentro da Igreja gaulesa foi sancionada em 2 de janeiro de 876, quando o Papa João VIII concedeu a Anségiso de Fontenelle o título de vigário apostólico na Gália e na Germânia, título que tinha um valor semelhante ao de primaz.
De setembro de 1163 a abril de 1165, Sens tornou-se a residência do Papa Alexandre III. A partir desta data iniciou-se um lento declínio, que veria Sens sucumbir à rivalidade pela primazia que o opunha a Lyon desde o século IX e a Paris, que permaneceu sufragânea de Sens até 1622, apesar do seu maior peso político.
Em 1622, com a ereção da província eclesiástica da arquidiocese de Paris, a metrópole de Sens perdeu, além de Paris, as sufragânias de Chartres, Orléans e Méaux.
Com a Constituição Civil do Clero, a arquidiocese foi reduzida à categoria de simples diocese. Foi suprimida na sequência da concordata com a bula Qui Christi Domini do Papa Pio VII de 29 de novembro de 1801 e o seu território foi incorporado ao da diocese de Troyes. O arcebispado de Sens foi concedido honorificamente aos arcebispos de Paris.
Com a concordata de 1817, a arquidiocese de Sens foi restaurada com jurisdição sobre os arrondissements de Sens e Joigny; mas esta decisão não foi promulgada pelo Parlamento de Paris. A arquidiocese foi efetivamente restabelecida em 6 de outubro de 1822 com a bula Paternae charitatis do Papa Pio VII. O território que pertencia à diocese de Auxerre foi incorporado à arquidiocese restaurada. As dioceses de Troyes, Nevers e Moulins pertenciam à nova província eclesiástica.
Em 15 de agosto de 1954 foi erigida a prelazia territorial da Missão da França, cuja catedral está localizada no território da arquidiocese, em Pontigny. A partir de 1973, a residência do arcebispo foi transferida de Sens para Auxerre, capital do departamento. De 1996 a 2024, os arcebispos de Sens foram também prelados da Missão da França de Pontigny.
Em 8 de dezembro de 2002, a arquidiocese de Sens perdeu a dignidade de igreja metropolitana e passou a fazer parte da província eclesiástica da arquidiocese de Dijon; no entanto, manteve o posto de arquidiocese.

## Prelados
- São Sabiniano †
- São Potenciano †
- Leôncio †
- Severino † (mencionado em 346)
- Audacto †
- Eracliano †
- Lunário †
- Simplício †
- Santo Ursicino †
- Teodoro †
- Síclino †
- Santo Ambrósio †
- Agrício de Sens † (mencionado em cerca de 475)
- Santo Heráclio †
- São Paulo †
- São Leão † (antes de 533 - depois de 538)
- Constituto † (antes de 549 - depois de 573)
- Santo Artêmio † (antes de 581 - depois de 585)
- São Loup I † (antes de 613 - depois de 614)
- Medério (Richério I) † (mencionado em 627)
- Ildegário † (antes de 632 - depois de 637 ou 638)
- Aumberto (Anoberto) †
- Armentário † (antes de 650 - depois de 654)
- Arnulfo †
- Santo Emão † (antes de 660 - depois de 668)
- Lamberto † (antes de 680 - depois de 683)
- São Vulfram † (depois de 683 - antes de 696)
- Girico † (mencionado em 696 ou 697)
- Santo Ebão † (mencionado em 711)
- Merulfo †
- Ardoberto † (mencionado em 744)
- Loup II † (antes de 757 - depois de 762)
- Vilcário † (antes de 769 - depois de 785)[10]
- Godescalco †
- São Gomberto †
- Pedro I †
- Vilebaldo †
- Bernardo † (mencionado em 797)
- Ragemberto †
- Magno † (antes de 802 - depois de 817)
- Jeremias † (antes de 822 - 828)
- Santo Alderico † (829 - 836)
- Guenilão † (837 - 865)
- Hegilão † (865 ou 866 - 870 ou 871)[11]
- Santo Anségiso † (871 - 883)
- Everaldo † (884 - 887)
- Valter I † (887 - 923)
- Valter II † (924 - 927)
- Adaldo † (927 - 932)
- Guilherme, O.S.B. † (932 - 938)
- Gerlando, O.S.B. † (938 - 954)
- Ildemano, O.S.B. † (954 -959)
- Arcimbaldo de Troyes † (959 - 967)
- Santo Anastácio † (967 - 977)
- Sebino † (977 - 999)
- Leotérico † (1000 - 1032)
- Gelduíno † (1032 - 1049)
- Mainard † (1049 - 1062)
- Richer II † (1062 - 1096)
- Daimberto † (1098 - 1122)
- Henri Sanglier † (1122 - 1142)
- Hugues de Toucy † (1142 - 1168)
- Guilherme das Brancas Mãos † (1168 - 1176)
- Guy de Noyers † (1176 - 1193)
- Michel de Corbeil † (1194 - 1199)
- Pierre de Corbeil † (1200 - 1222)
- Gauthier Le Cornu † (1223 - 1241)
  - Sede vacante (1241-1244)
- Gilles Le Cornu † (1244 - 1254)
- Henri Le Cornu † (1254 - 1257)
- Guillaume de Brosse I † (1258 - 1267)
- Pierre de Charny † (1267 - 1274)
- Pierre d'Anisy † (1274)
- Gilles Cornut † (1274 - 1292)
- Étienne Bécard de Penoul † (1292 - 1309)
- Philippe Leportier de Marigny † (1309 - 1316)
- Guillaume de Melun † (1317 - 1329)
- Pierre Roger de Beaufort-Turenne, O.S.B. † (1329 - 1330)
- Guillaume de Brosse II † (1330 - 1338)
- Philippe de Melun † (1339 - 1344)
- Guillaume de Melun † (1344 - 1376)
- Ademaro Robert † (1376 - 1384)
- Gonthier de Bagneaux † (1385 - 1385)
- Guy de Roye † (1385 - 1390)
- Guillaume de Dormans † (1390 - 1405)
- Jean de Montaigu † (1407 - 1415)
  - Sede vacante (1415-1418)
- Henri de Savoisy † (1418 - 1422)
- Jean de Nanton, O.S.B. † (1423 - 1432)
- Louis de Melun † (1432 - 1474)
- Étienne-Tristan de Salazar † (1474 - 1519)
- Étienne Poncher † (1519 - 1525)
- Antoine Duprat † (1525 - 1535)
- Louis de Bourbon de Vendôme † (1535 - 1557)
  - Jean Bertrand † (1557 - 1560) (administrador apostólico)
- Luís I de Guise † (1561 -1562)
- Nicolas de Pellevé † (1562 - 1591)
  - Sede vacante (1591-1602)
- Renaud de Beaune † (1602 - 1606)
- Jacques Davy du Perron † (1606 - 1618)
- Jean Davy du Perron † (1618 - 1621)
- Octave de Saint-Lary de Bellegarde † (1623 - 1646)
- Louis-Henri de Pardaillan de Gondrin † (1646 - 1674)
- Jean de Montpezat de Carbon † (1675 - 1685)
  - Sede vacante (1685-1692)
- Hardouin Fortin de la Hoguette † (1692 - 1715)
- Denis-François Bouthillier de Chavigny † (1718 - 1730)
- Jean-Joseph Languet de Gergy † (1731 - 1753)
- Paul d'Albert de Luynes † (1753 - 1788)
- Étienne-Charles de Loménie de Brienne † (1788 - 1794)
  - Sé suprimida (1794-1822)
- Anne-Louis-Henri de La Fare † (1817 - 1829)[12]
- Jean-Joseph-Marie-Victoire de Cosnac † (1830 - 1843)
- Mellon de Jolly † (1844 - 1867)
- Victor-Félix Bernadou † (1867 - 1891)
- Pierre-Marie-Etienne-Gustave Ardin † (1892 - 1911)
- Jean-Victor-Emile Chesnelong † (1912 - 1931)
- Maurice Feltin † (1932 - 1935)
- Frédéric Edouard Camille Lamy † (1936 - 1962)
- René-Louis-Marie Stourm † (1962 - 1977)
- Eugène-Marie Ernoult † (1977 - 1990)
- Gérard Denis Auguste Defois (1990 - 1995)
- Georges Edmond Robert Gilson (1996 - 2004)
- Yves François Patenôtre (2004 - 2015)
- Hervé Jean Robert Giraud (2015 - 2024)
- Pascal Jean Marcel Wintzer (desde 2024)